# Ona Batlle Pascual
Ona Batlle Pascual (Vilassar de Mar, 10 de juny de 1999) és una futbolista catalana. Juga com a defensa del FC Barcelona a Primera Divisió i és internacional amb la selecció espanyola.
Formada al planter del FC Barcelona, ingressà a la Masia el juliol del 2020 es va incorporar al Manchester United FC de la FA Women's Super League per a dues temporades i una d'opcional.
El juny del 2023, acabat el seu contracte amb el Manchester United FC, es va reincorporar al FC Barcelona amb un contracte de tres anys.

## Trajectòria
Ingressà a la Masia al 2011, quan tenia 12 anys, i s'incorporà a l'Infantil-Aleví. Als 14 anys, durant la temporada 2013-14, es va incorporar a les files del juvenil del Futbol Club Barcelona. L'any següent va fer el salt de categoria, passant a militar al FC Barcelona "B", primer filial de l'equip barceloní, que es trobava a Segona Divisió.
Després de tres anys al filial blaugrana, havent estat partícip dels èxits de la selecció espanyola en categories inferiors, com les victòries a l'Europeu sub-17 del 2015 i a l'Europeu sub-19 del 2017, Batlle va signar un contracte d'un any amb el Madrid Club de Futbol Femenino, equip acabat d'ascendir a la Primera Divisió.
Al final de la temporada 2017-18, va ser convocada amb la selecció espanyola per al Mundial sub-20 que s'havia de celebrar a Bretanya durant el mes d'agost. Durant el primer partit va patir una lesió al turmell que no li va permetre completar el torneig.

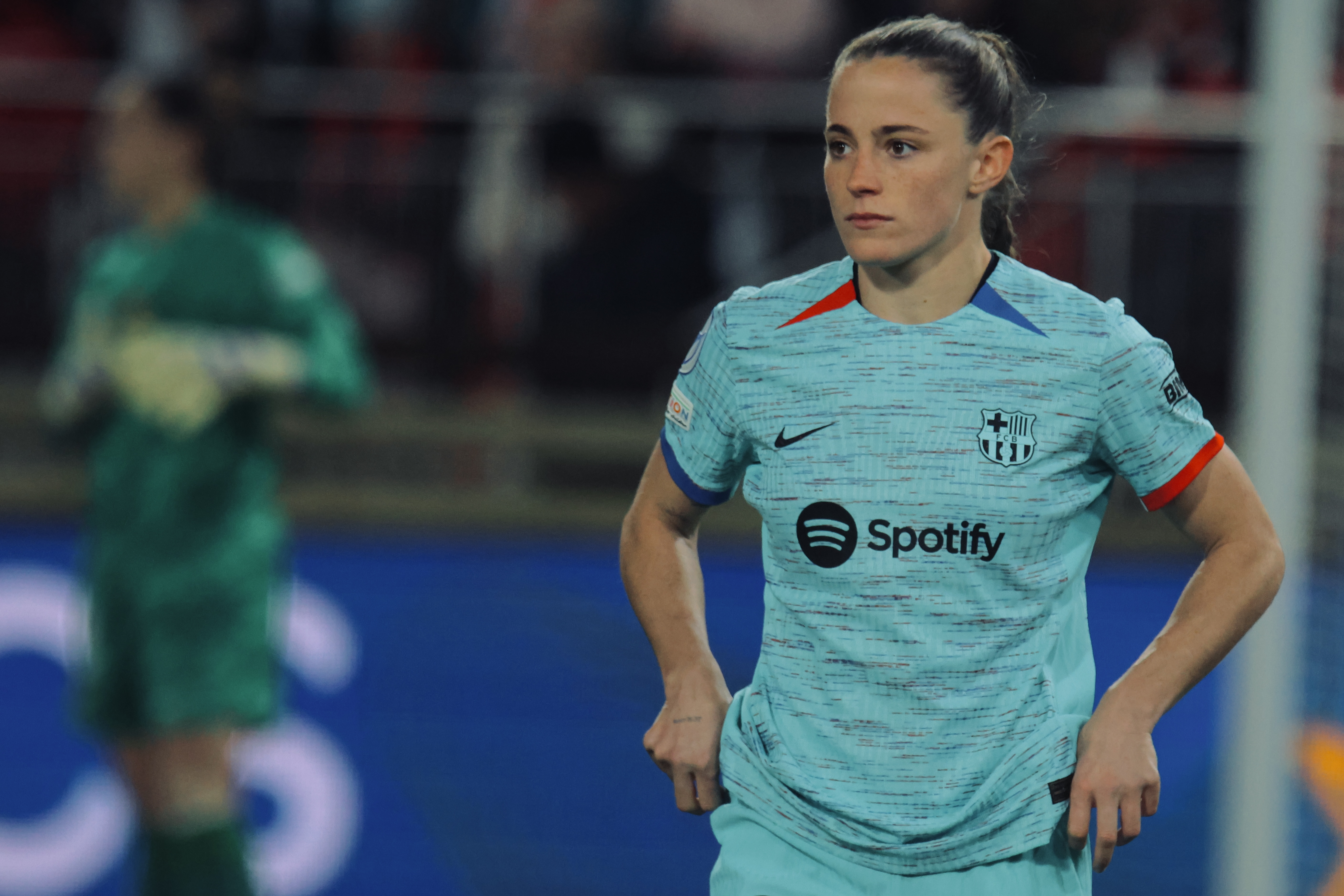
Amb la samarreta del Barça, 2024.

Aquesta lesió també li va impedir debutar amb el seu nou club, el Llevant UE, a les primeres jornades de la lliga 2018-19. El seu debut a l'esquadra granota es va produir finalment el 5 de desembre de 2018 contra el seu antic equip, el Madrid CFF, a la jornada 12a de la lliga. Tres setmanes després, en l'enfrontament a Las Gaunas davant l'EDF Logronyo, va marcar el seu primer gol a la categoria.
Acabada la temporada 2018-19, va ser convocada per primera vegada amb la selecció espanyola absoluta per a dos partits amistosos de preparació del Mundial de França, produint-se el seu debut a la trobada davant el Camerun.
El 19 de juny de 2023 es va oficialitzar el seu retorn al Futbol Club Barcelona fins al 30 de juny del 2026. El 21 d'octubre va marcar el seu primer gol davant el Granada. Va obrir el marcador al minut 5 de la final de la Copa de la Reina davant la Reial Societat (8-0), el dia que marcava el seu primer doblet amb el Barça.

## Palmarès

### Campionats de clubs
| Títol             | Any  | País      | Club         |
| ----------------- | ---- | --------- | ------------ |
| Lliga Espanyola   | 2024 | Catalunya | FC Barcelona |
| Copa de la Reina  | 2024 | Catalunya | FC Barcelona |
| Supercopa         | 2024 | Catalunya | FC Barcelona |
| Lliga de Campions | 2024 | Catalunya | FC Barcelona |

### Campionats de seleccions
| Títol          | Equip              | Seu                    | Any  |
| -------------- | ------------------ | ---------------------- | ---- |
| Europeu Sub-17 | Selecció d'Espanya | Islàndia               | 2015 |
| Europeu Sub-19 | Selecció d'Espanya | Irlanda del Nord       | 2017 |
| Copa del Món   | Selecció d'Espanya | Austràlia Nova Zelanda | 2023 |